# Auvernaux
Auvernaux ist eine französische Gemeinde mit 330 Einwohnern (Stand: 1. Januar 2022) im Département Essonne in der Region Île-de-France. Sie gehört zum Arrondissement Evry und ist Teil des Kantons Mennecy.
Die Einwohner werden Auvernois genannt. 

## Geographie
Auvernaux liegt etwa 38 Kilometer südöstlich von Paris in der Landschaft Hurepoix.
Durch die Gemeinde führt die Autoroute A6. 

### Nachbargemeinden
Umgeben ist Auvernaux von den Nachbargemeinden Le Coudray-Montceaux im Norden, Saint-Fargeau-Ponthierry im Osten, Nainville-les-Roches im Süden, Champcueil im Südwesten sowie Chevannes im Westen.

## Bevölkerungsentwicklung
| Jahr                      | 1962 | 1968 | 1975 | 1982 | 1990 | 1999 | 2006 | 2012 |
| Einwohner                 | 209  | 202  | 157  | 259  | 249  | 257  | 310  | 347  |
| Quelle: Cassini und INSEE |      |      |      |      |      |      |      |      |

## Sehenswürdigkeiten

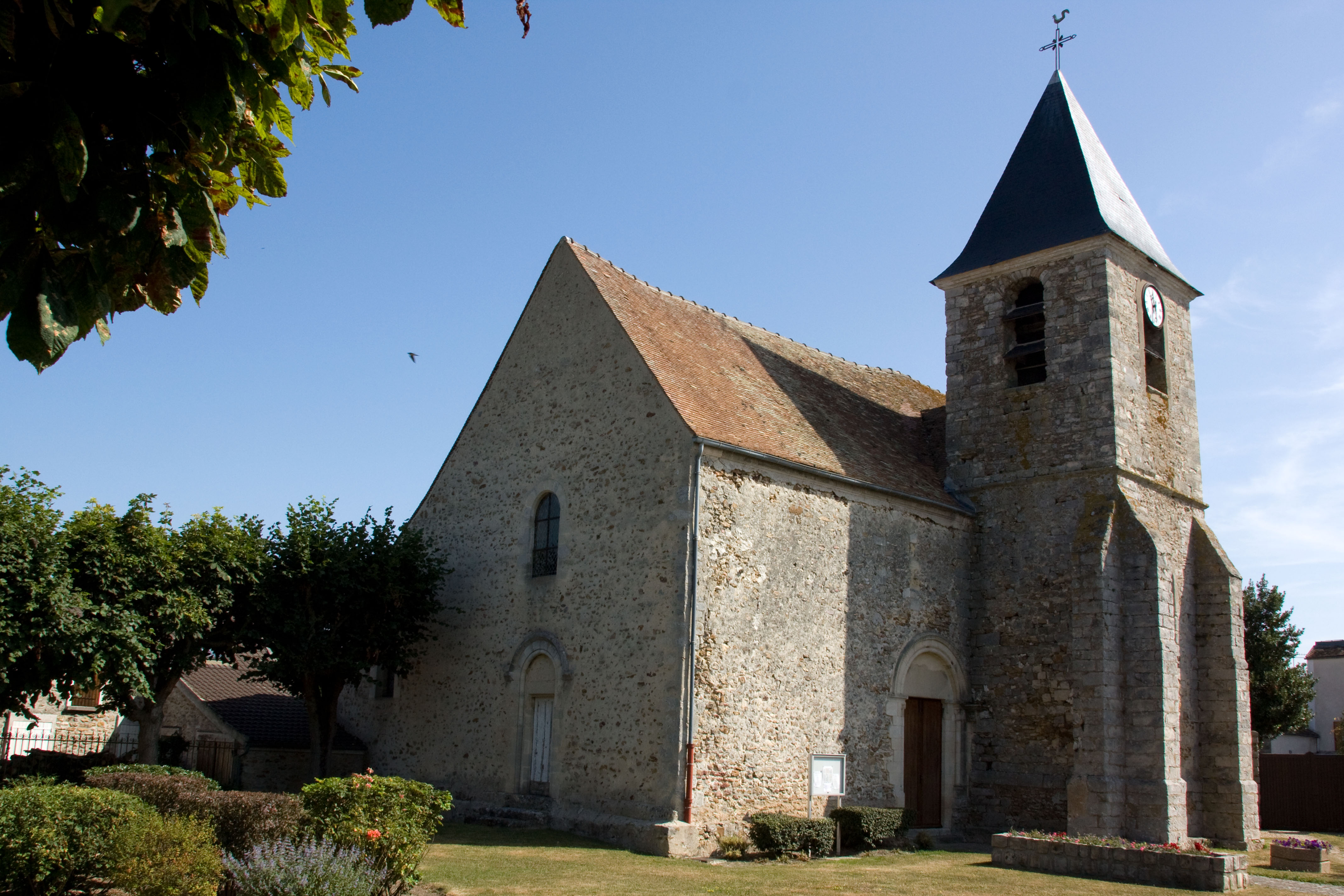
Kirche Saint-Prix-Saint-et-Blaise

- Kirche Saint-Prix-et-Saint-Blaise